# Rafael Valencia-Dongo
Rafael Eduardo Valencia-Dongo Cárdenas (Arequipa, 6 de octubre de 1962 - Lima, 3 de marzo del 2019) fue un administrador de empresas, ejecutivo, empresario y político peruano. Fue congresista de la república por Arequipa durante el periodo 2001-2006.

## Biografía
Nació en la ciudad de Arequipa, el 6 de octubre de 1962. Fue hijo de José Valencia-Dongo, reconocido empresario arequipeño y exdirector ejecutivo del Banco del Sur.
Realizó sus estudios primarios y secundarios en el Colegio Salesiano. Se graduó como Administrador de empresas en la Universidad Católica de Santa María y tiene estudios en la Universidad ESAN.
Laboró como catedrático en la Universidad Católica de San Pablo y como director ejecutivo de la Cámara de Comercio e Industria de Arequipa.

## Carrera política
Se inició en la política cuando fue invitado por la alianza Unidad Nacional para postular al Congreso de la República, representando a su natal Arequipa, en las elecciones parlamentarias del año 2001. Resultó elegido con 18,917 votos para el periodo parlamentario 2001-2006.
En el parlamento ejerció como presidente de la Comisión de Seguridad Social y de la Comisión Investigadora de la Deuda Pública Externa. Fue también vocero de la bancada de Unidad Nacional, sin embargo, Valencia-Dongo decidió renunciar a la bancada en junio del 2004 y posteriormente en mayo del 2005, junto con exmiembros de Perú Posible y de Unidad Nacional, decide crear la bancada Concertación Parlamentaria. Rafael Valencia-Dongo también se caracterizó por ser el principal promotor de la construcción de la carretera Interoceánica.
En el año 2003, Valencia-Dongo se afilió a la Coordinadora Nacional de Independientes (actualmente llamado Todos por el Perú) y fue cofundador del partido junto con Drago Kisic Wagner y fue elegido como su vicepresidente en el año 2004. Sin embargo, Valencia-Dongo termina siendo separado del partido en el año 2005 tras discrepancias internas con Drago Kisic.
Al culminar su gestión, Valencia-Dongo intentó ser reelegido en las elecciones parlamentarias del 2006 por el partido Justicia Nacional, sin embargo, no resultó elegido.

## Fallecimiento
El 3 de marzo del 2019, Rafael Valencia-Dongo falleció a los 56 años tras sufrir un paro cardíaco cuando llegaba al aeropuerto Jorge Chávez de la ciudad de Lima, en un avión proveniente de la India, según detallaron medios de comunicación.